# Fort Liard
Fort Liard (in lingua Slavey Echaot'l Koe or Ahcho Kue) è un villaggio del Canada, situato nei Territori del Nord-Ovest, nella Regione di Dehcho.